# Azygokeras columbiae
Azygokeras columbiae är en kräftdjursart som beskrevs av Koeller och Littlepage 1976. Azygokeras columbiae ingår i släktet Azygokeras och familjen Aetideidae. Inga underarter finns listade i Catalogue of Life.